# デジタルフォトフレーム

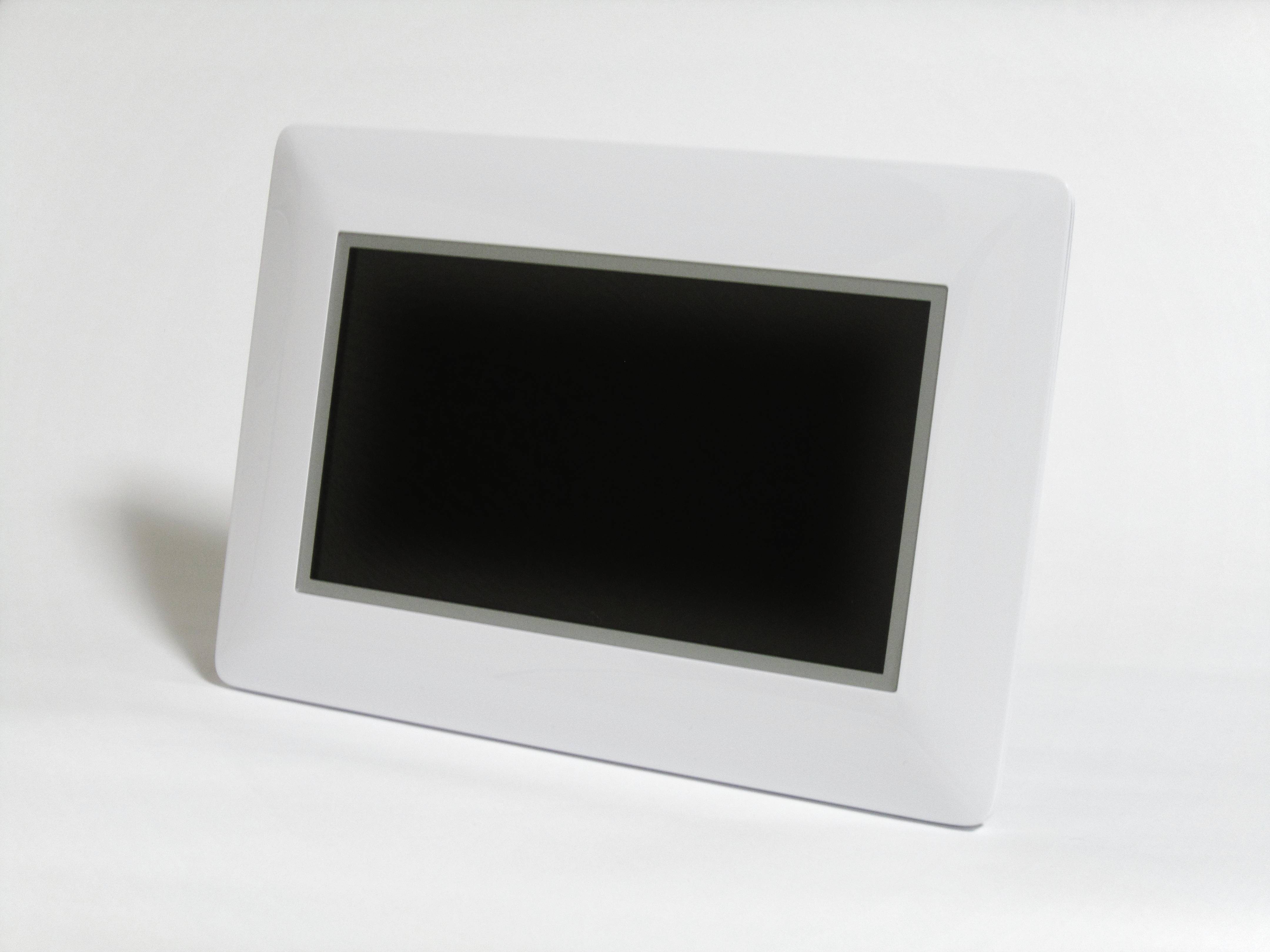
ソフトバンクモバイルのデジタルフォトフレーム、PhotoVision HW001S（ファーウェイ製）

デジタルフォトフレームは、デジタル写真の表示に特化したディスプレイ。フォトプレーヤー、デジタル写真立てなどと呼ばれることもある。

## 概要
デジタルフォトフレームは、デジタルカメラや携帯電話などで撮影した画像データ（デジタル写真）を表示する専用の情報機器の一つで、基本的にはそれ単体で完結した製品ではあるが、前提として内蔵された記憶装置（おおむねフラッシュメモリ）かメモリカードなどに画像データを記録する必要があり、その意味では他の情報機器と連携して使用することになる。その多くでは液晶ディスプレイを前面に備えており、ここに画像データを表示する。
JPEG画像などパーソナルコンピュータで扱える画像データ形式（コンテナフォーマット）に対応することから、撮影機器からだけではなく、インターネット経由などでパソコンに取り込んだ画像データも扱うことが可能である。基本的には複数の画像データをスライドショーの形で一定時間ごとに切り替えることが可能であることから、従来のフォトフレーム（写真立て）にはない利便性を具える。
これらの機器は「デジタル写真用のフォトフレーム」という位置付けから、写真立てのような外観を持つ製品が一般的であるが、携帯機器としての製品も販売されている。内部的には情報処理機能を持つコンピュータとしての機能を持ち、これを駆動させる電源を必要とし、多くの据え置き型製品ではACアダプターから、携帯型のものでは充電式内蔵電源や乾電池などから電源を得ている。
画像データを蓄えている内部記憶装置かメモリーカードからのデータを呼び出して、前面の表示装置に映し出すが、メモリカードを使用する機種ではそれらに対応したメモリーカードスロットを持ち、またそれ以外でもUSBソケットを持ち、USBメモリなど他の形態の記憶媒体に対応した製品も販売されている。また、Bluetoothに対応して無線通信でデータをやり取りできる製品や、無線LANでコンピュータネットワークに対応した製品、さらには移動体通信端末（主に携帯電話用無線回線を利用する）としての機能を持つ製品など、様々な製品が出回っており、多機能化も目覚ましい。
こういった多機能化の一方では、静止画像のみならずMP3などの音声データ（BGM用など）や動画（Motion JPEGやMPEG-2など）やアニメーション（Adobe Flash Lite）に対応する機種もあり、またデジタル写真以外にも時計やカレンダーを表示する機能など、様々な付加価値の付与が行われている。こういった傾向ではデジタルメディアプレーヤーと曖昧化する製品も見られるが、携帯型DVDプレーヤーやデジタルメディアプレーヤ・デジタルオーディオプレーヤー・携帯電話など様々なジャンルの製品のうちにも、デジタルフォトフレーム的な機能を備える製品も少なくない。

## 製品群の動向

### 日本
デジタルカメラの普及に合わせて登場したものの、当初はあまり普及しなかった。しかし、1999年に撤退したソニーが2008年に再参入したことなどから急速に普及が進んでいる。ソニーの他には富士フイルムなどが参入している。
2009年以降、携帯電話キャリアがデジタルフォトフレームと専用の通信サービスを提供している。NTTドコモの「お便りフォトサービス」、ソフトバンクモバイルの「PhotoVision」、au（KDDI・沖縄セルラー電話連合）の「PHOTO-U SP01」がある。これらはデジタルフォトフレームに3G無線通信モジュールを内蔵しており、携帯電話とは別に回線契約が必要となっている。専用のメールアドレスで受信した画像ファイルを表示するなどの仕組み。回線を解約しても通常のデジタルフォトフレームとして使用することは可能である。また、キャリア契約は不要で無線LAN機能を用いた同様のサービスもある。
多くのベンチャー企業による商品が混在しているが、その他携帯電話を利用できるサービスに、MagicSyncを用いて基本料金なしでの通信サービスも提供されている。トランステクノロジーの「TGP-701MG」は基本料無料で携帯電話を用いた無線データ受信が可能である。これは回線契約が不要であるが、通信量に応じた受信料金が別途必要となる。

## 主な発売業者
ここでは店頭向け市販品を主体（もしくは専門）とした商品を発売・販売している企業について挙げる。

### 国内
- 富士フイルム - 国内後発組の一社で同市場大手。写真系企業では唯一、同社が参入している。ディスプレイサイズは一般的なスチルカメラの写真サイズのものが多く、商品ラインナップもJPEG画像のみ再生のものが大勢を占める。
- ソニー - 古参メーカー。前述の通り一時期撤退を余儀なくされたが10年近くのブランクの後に再参入。現在ではPSPでも標準となったメモリースティックやUSBメモリ対応商品を続々投入。2015年2月に再度撤退した。
- 加賀ハイテック - 加賀電子グループ。コダック製のものを英語版のまま輸入発売。当初メモリースティックはDuoシリーズ非対応であったとされる[要出典]が、ソニーも純正の取扱商品を現行のDuoシリーズへ徐々にシフトしつつある[要出典]ため、急遽Duoシリーズ対応商品に切り替えている。
- 日本サムスン - 三星電子（サムスン電子）ほか三星（サムスン）グループの日本法人（韓国財閥系総合商社）（詳細は後述参照）。
- パイオニア - オーディオ・車載関連機器の国内大手で、同分野では後発メーカー。機能はおおむね最小限に抑えられている。
- バッファロー - パソコン周辺機器関連メーカーの持株会社・メルコホールディングスの事業子会社。パソコンの部品や周辺機器（USB関連デバイス等）がメインであるが、同分野にも進出している。

### 海外
比較的機能重視である日本のメーカーのものとは異なり、日本では標準搭載となりつつある縦横自動調整機能がないのが特徴である。
- Kodak - 同市場で世界トップ級の解像度技術やシェアを擁する世界的メーカーの一社。国内では加賀ハイテック内のコダック推進部から企画発売（詳細は前述参照）。
- 三星電子（サムスン電子） - 韓国最大手の電機メーカーにして同国における代表的なメーカー。